# Edwin Deakin
Pour les articles homonymes, voir Deakin (homonymie).
Edwin Deakin, né le 21 mai 1838 à Sheffield dans le comté du Yorkshire en Angleterre et décédé le 11 mai 1923 à Berkeley en Californie aux États-Unis, est un peintre américano-britannique, connu pour ses paysages romantiques, ses natures mortes et ses études architecturales.

## Biographie
Edwin Deakin naît à Sheffield dans le comté du Yorkshire en Angleterre en 1838. Il travaille comme apprenti dès l'âge de douze ans dans une entreprise qui peignait des paysages et des motifs floraux de style japonais, ce qui l'amène vers le métier de peintre. En 1856, il émigra avec sa famille aux États-Unis et s'installe à Chicago, où son père ouvre une quincaillerie. Il travaille alors dans l'entreprise familiale et commence une carrière de peintre paysagiste et portraitiste, devenant membre de la Chicago Academy of Design. En 1865, il épouse Isabel Fox.
En 1870, il s'installe à San Francisco en Californie ou il ouvre un studio. Ami des peintres Carl Wilhelm Hahn, Thomas Hill et Samuel Marsden Brookes, avec qui il partage un temps son studio, il se spécialise dans la peinture de paysages de la Californie, dans la reproduction de natures mortes et dans la peinture de sujets et de bâtiments historiques et européens, étant notamment l'un des premiers artistes à s'intéresser au quartier de Chinatown. Membre du Graphic Club et du Bohemian Club, il expose régulièrement ses œuvres à la San Francisco Art Association (en). En 1877, il part pour l'Europe et séjourne en Angleterre, en France et en Suisse, avant de revenir à San Francisco en 1879. Pendant dix ans, il expose à la California State Fair (en). En 1882 et 1883, il séjourne à Denver et à Salt Lake City. En 1885, il se fâche avec la San Francisco Art Association et se retire. En 1888, il effectue un dernier voyage en Europe.
En 1890, il déménage son studio à Berkeley ou il organise chaque année une exposition et une vente de ces œuvres. De 1897 à 1899, il achève un ensemble de trois séries de tableaux représentant les vingt-et-une missions espagnoles de Californie et organise à cette occasion une campagne de sensibilisation du public pour leur sauvegarde. En 1907, il participe à la création de la Berkeley Art Association. Après le séisme de 1906 à San Francisco et le grand incendie, il réalise de nombreuses toiles sur cet événement.
Il décède à Berkeley en 1923. Son fils, Oscar Edwin Deakin (1866-1896), exerça le métier de peintre et sa fille, Edna Deakin (1871-1945), devient architecte.
Ces œuvres sont notamment visibles ou conservées au Crocker Art Museum de Sacramento, au San Francisco De Young Museum et au musée des Beaux-Arts de San Francisco, à l'Oakland Museum of California d'Oakland, au Smithsonian American Art Museum et à la National Gallery of Art de Washington, au Nevada Museum of Art (en) de Reno, à la Santa Barbara Mission-Archive Library (en) de Santa Barbara, à la Iris & B. Gerald Cantor Center for Visual Arts de Stanford, à l'Irvine Museum d'Irvine et au Laguna Art Museum (en) de Laguna Beach.

## Œuvres

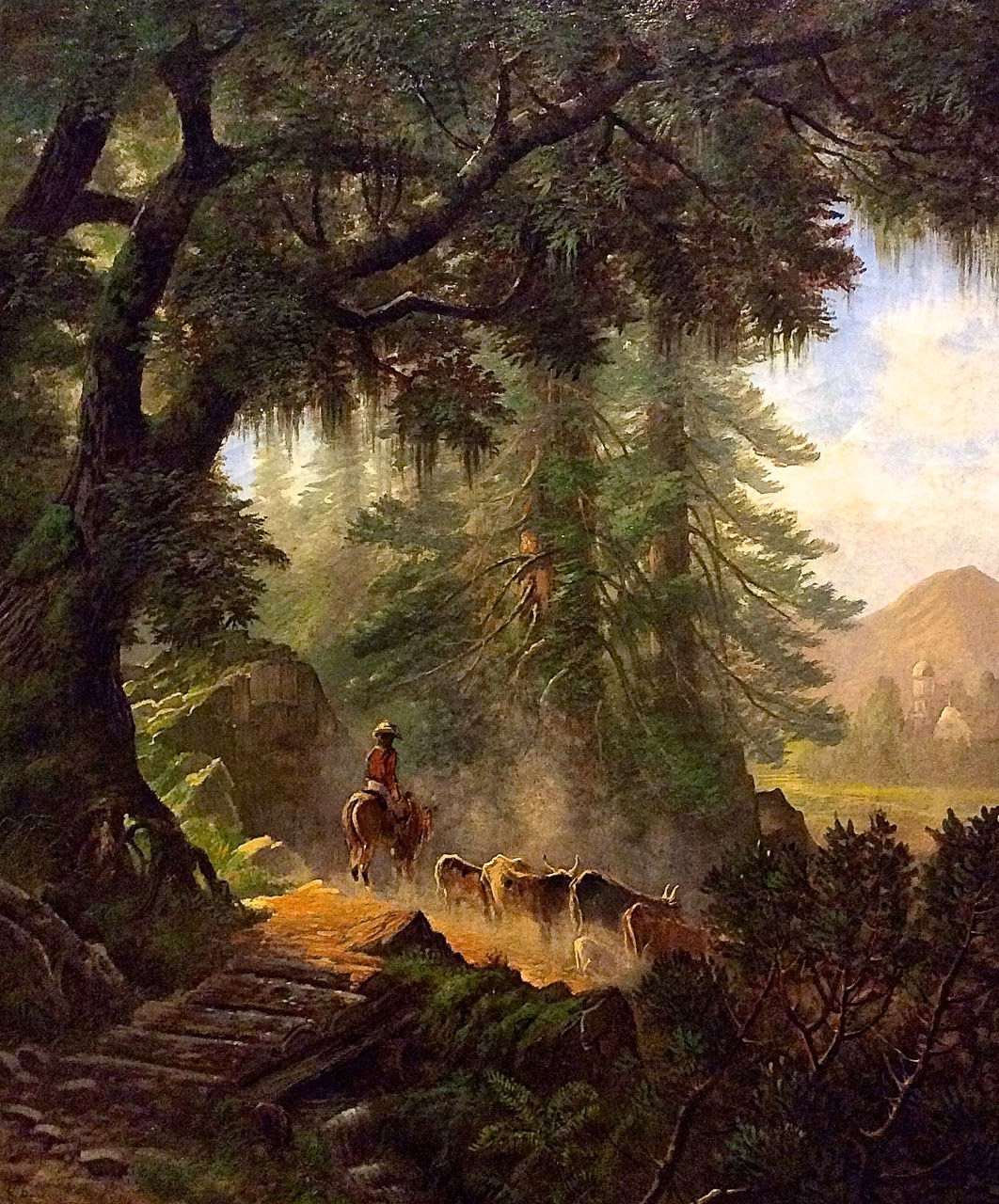
Cattle Drive near the Mission, 1876
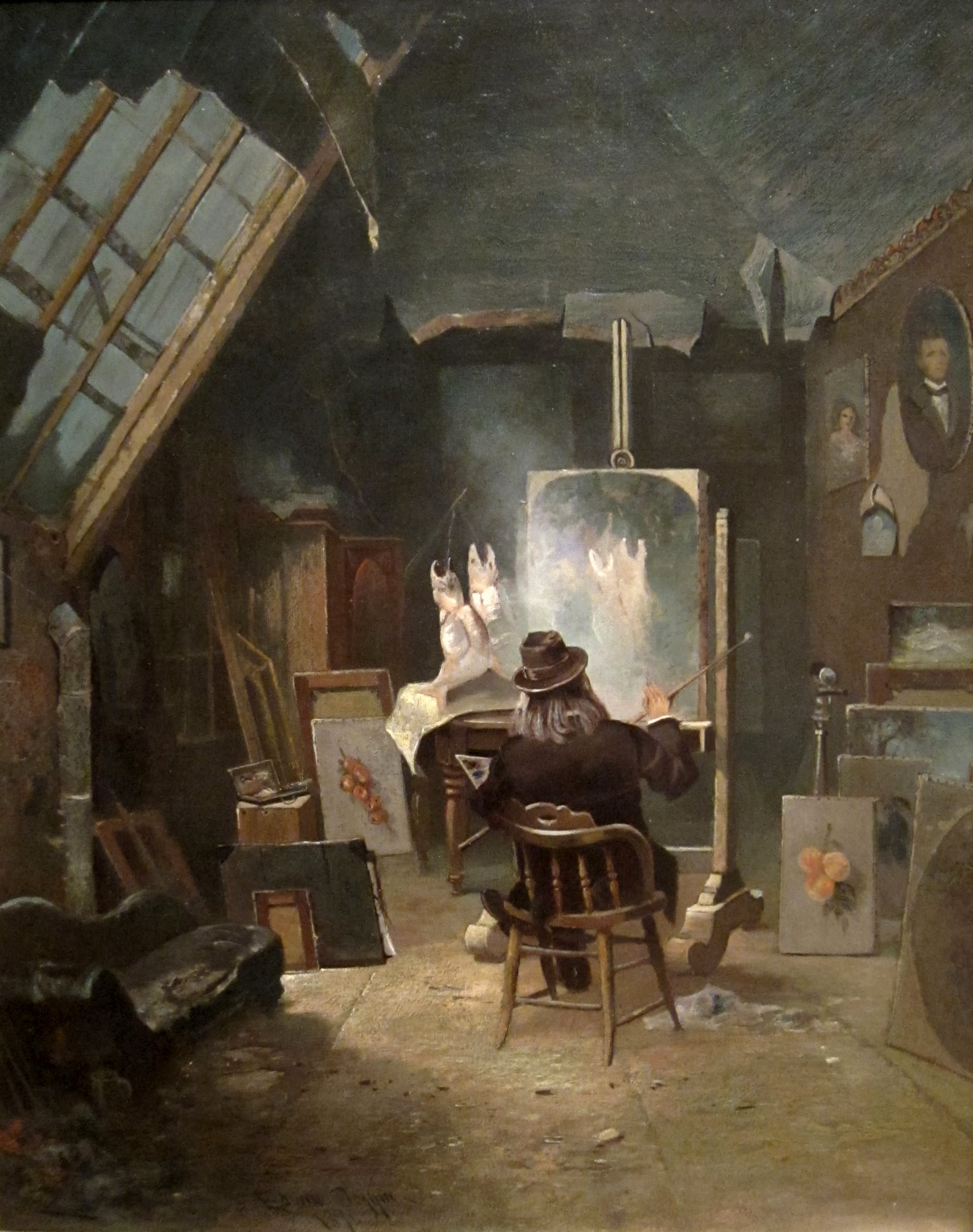
Samuel Marsden Brookes in His Studio, 1876, Musée des Beaux-Arts de San Francisco
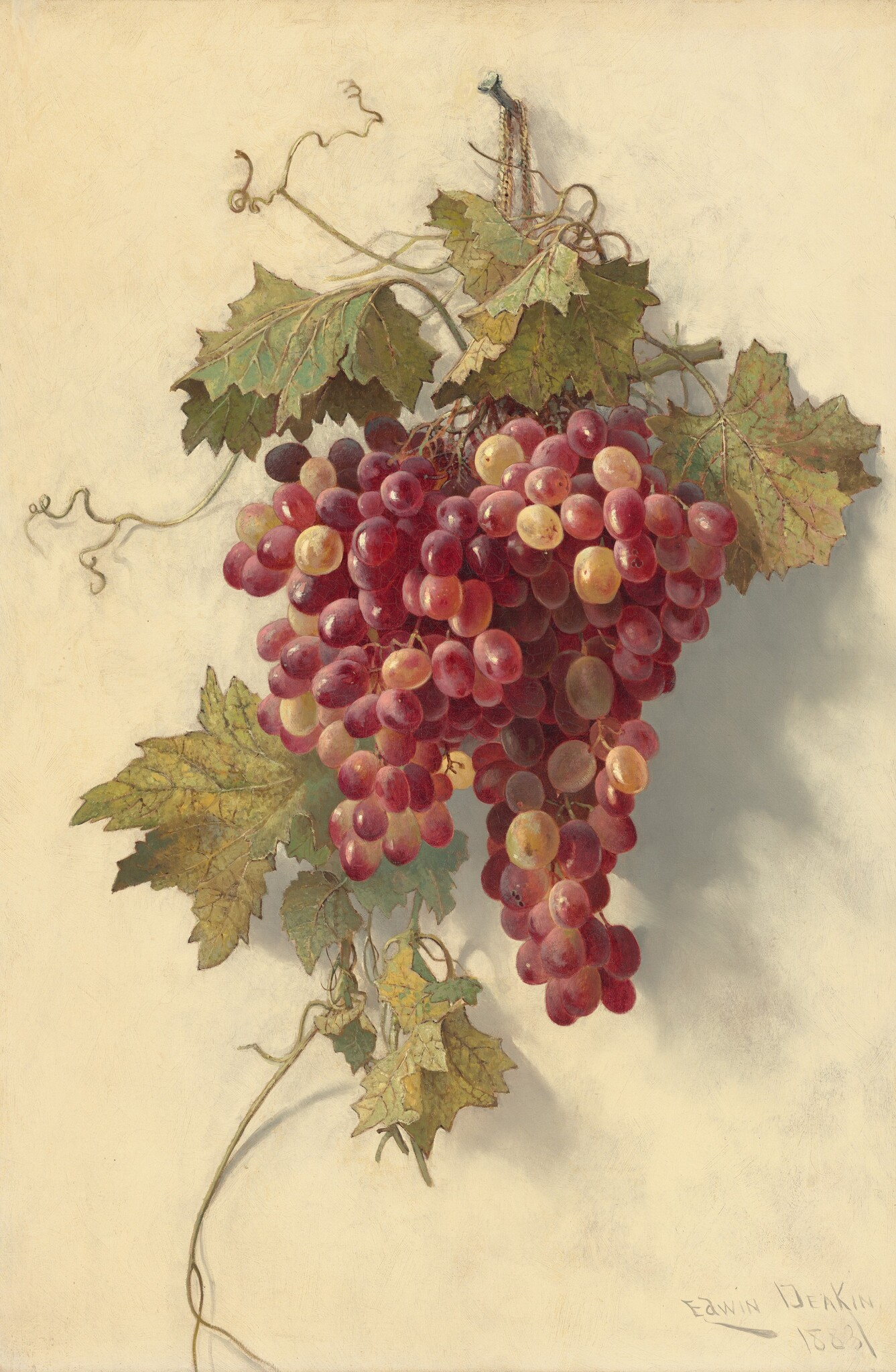
Grapes Against White Wall, 1883, National Gallery of Art
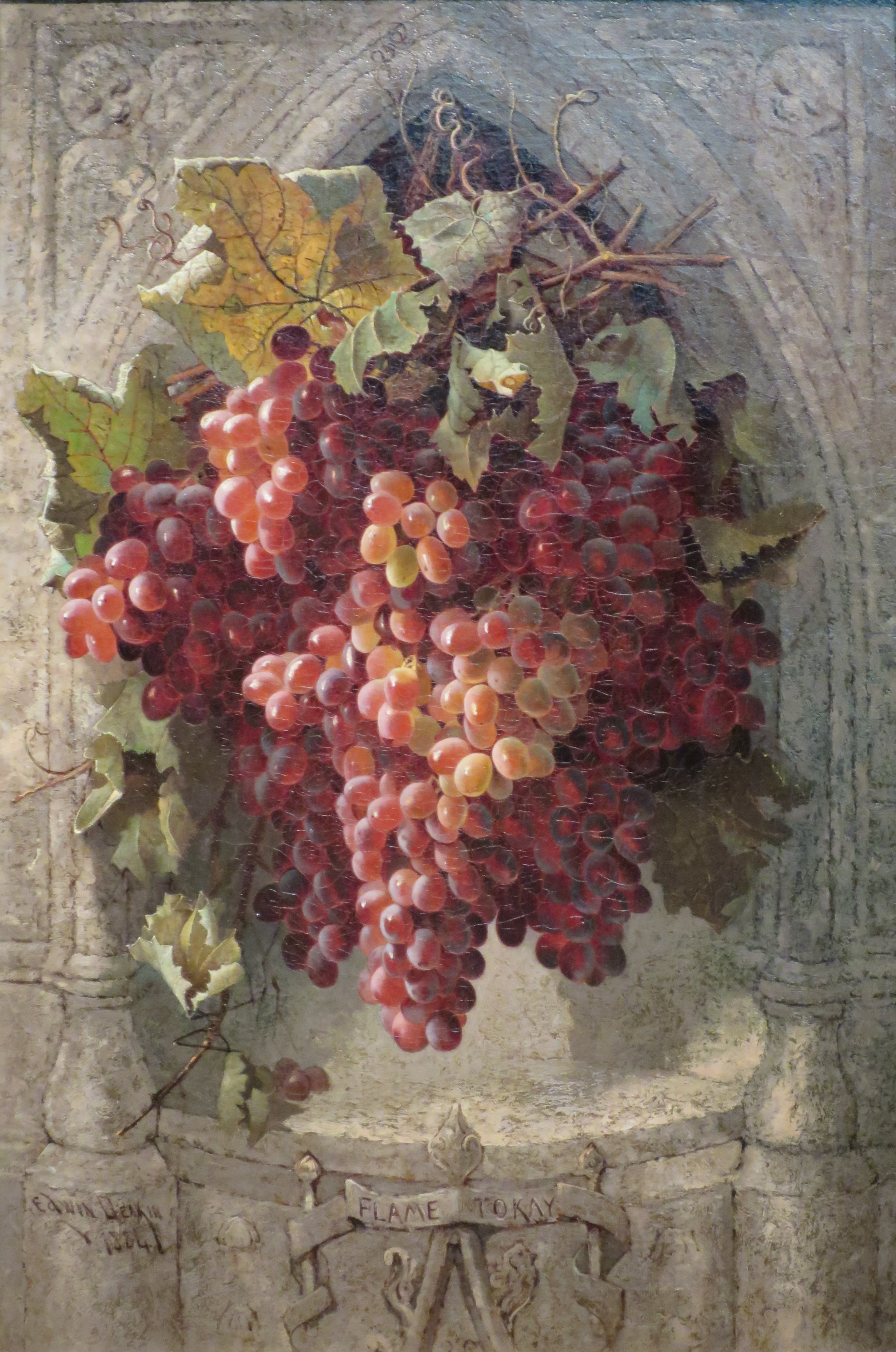
Flame Tokay Grapes, 1884, San Francisco De Young Museum
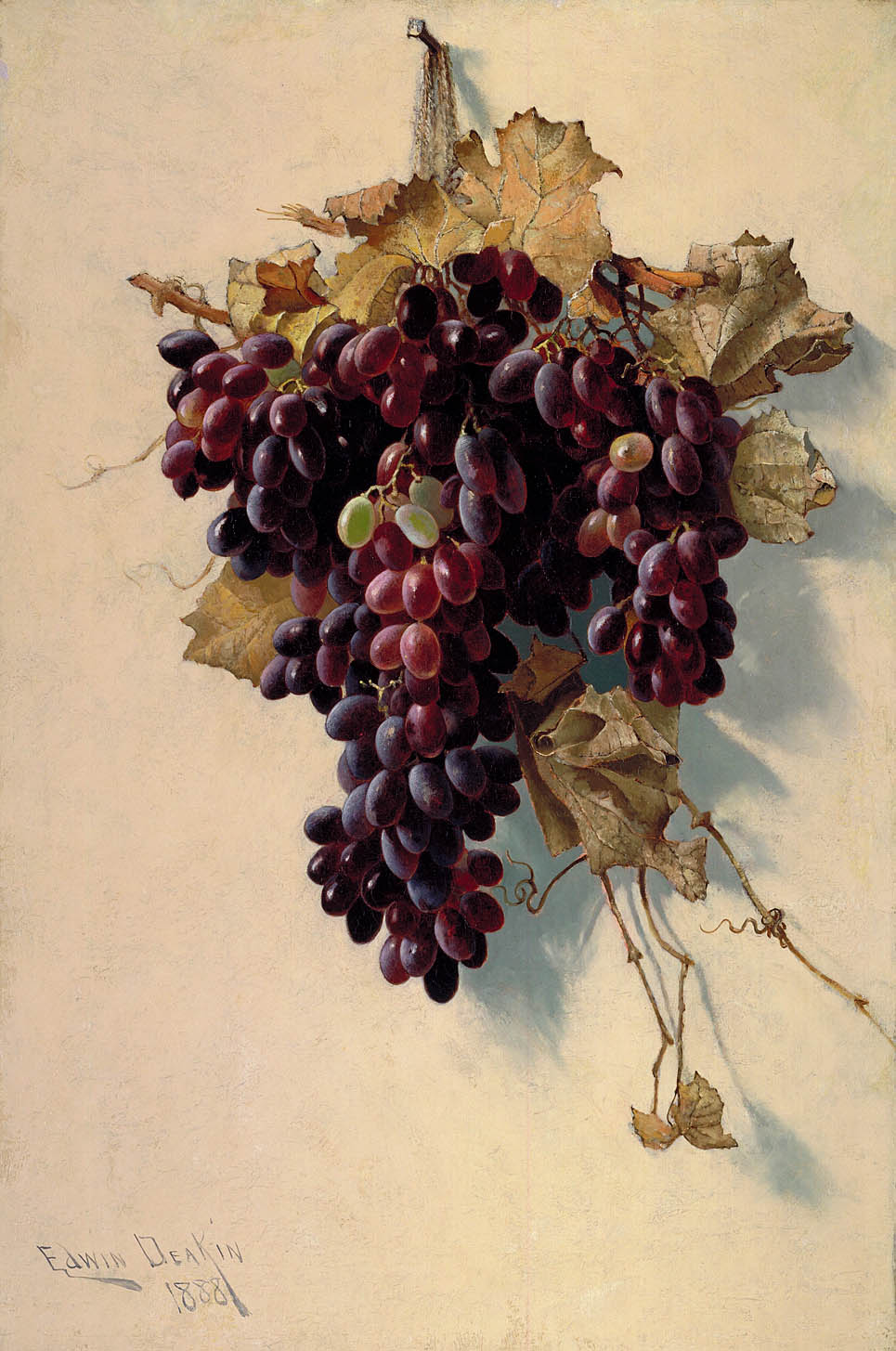
Still Life with Grapes, 1888, Smithsonian American Art Museum
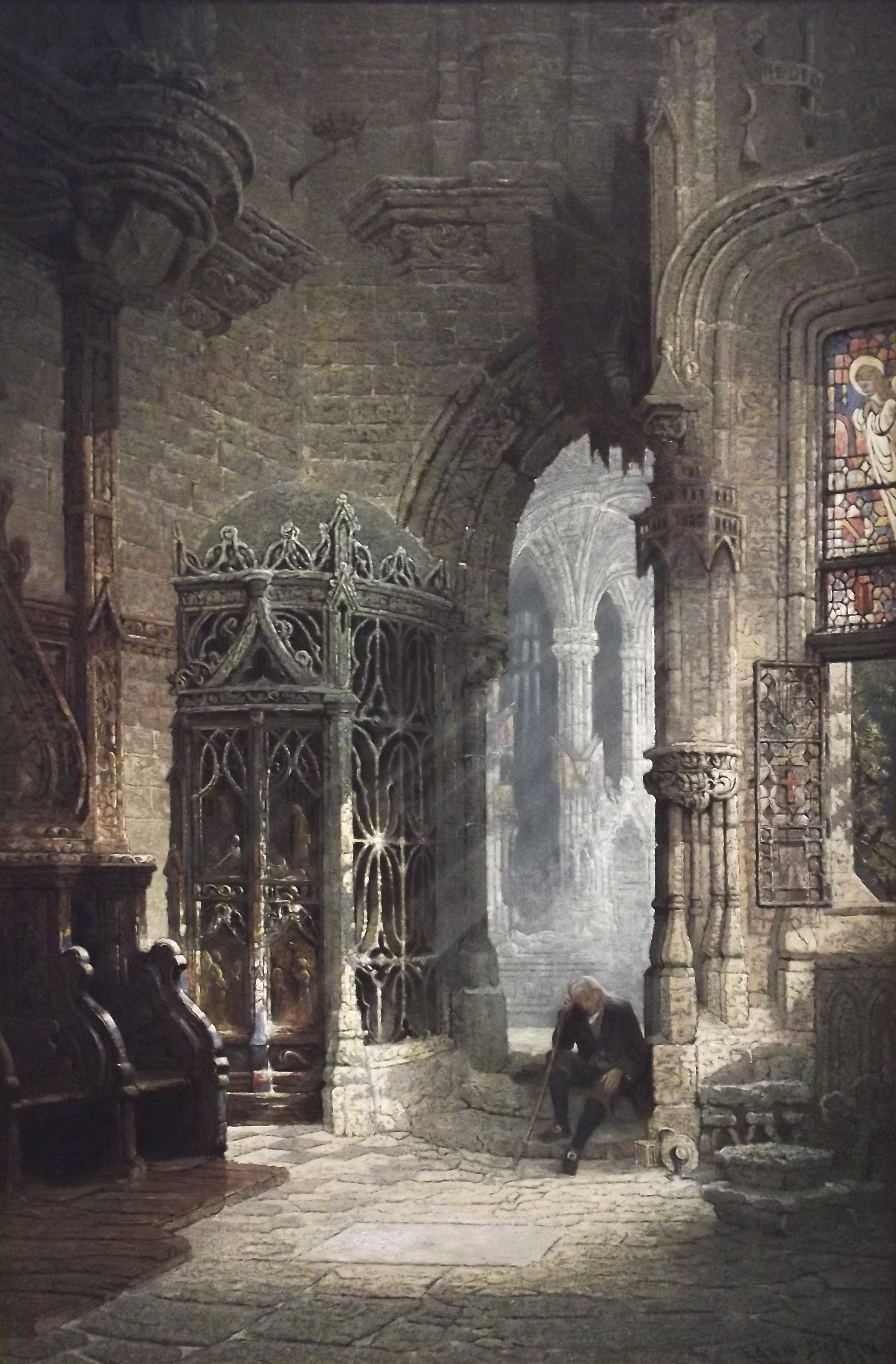
She Will Come Tomorrow, 1888, Crocker Art Museum
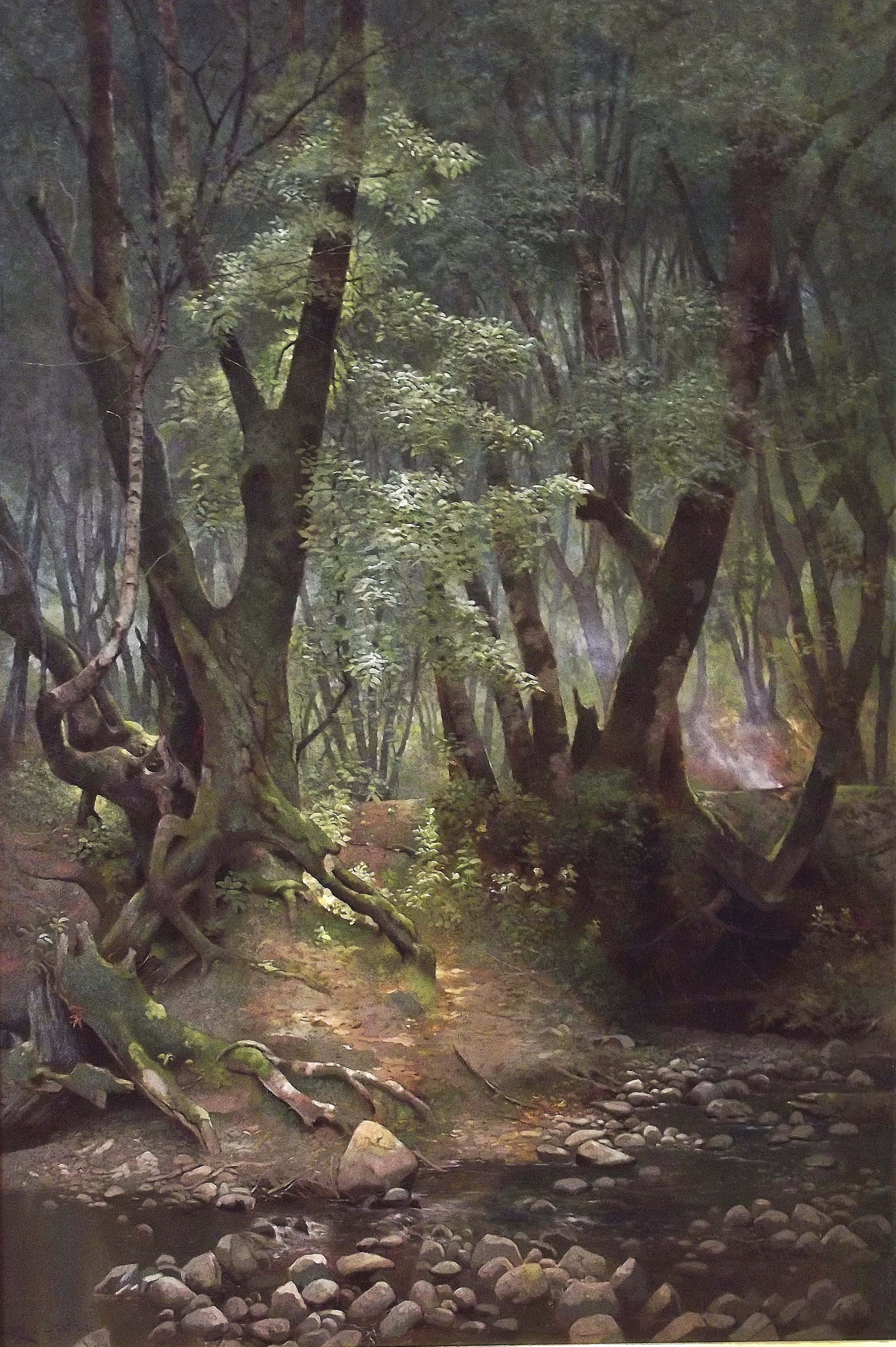
Strawberry Creek, Berkeley, 1892
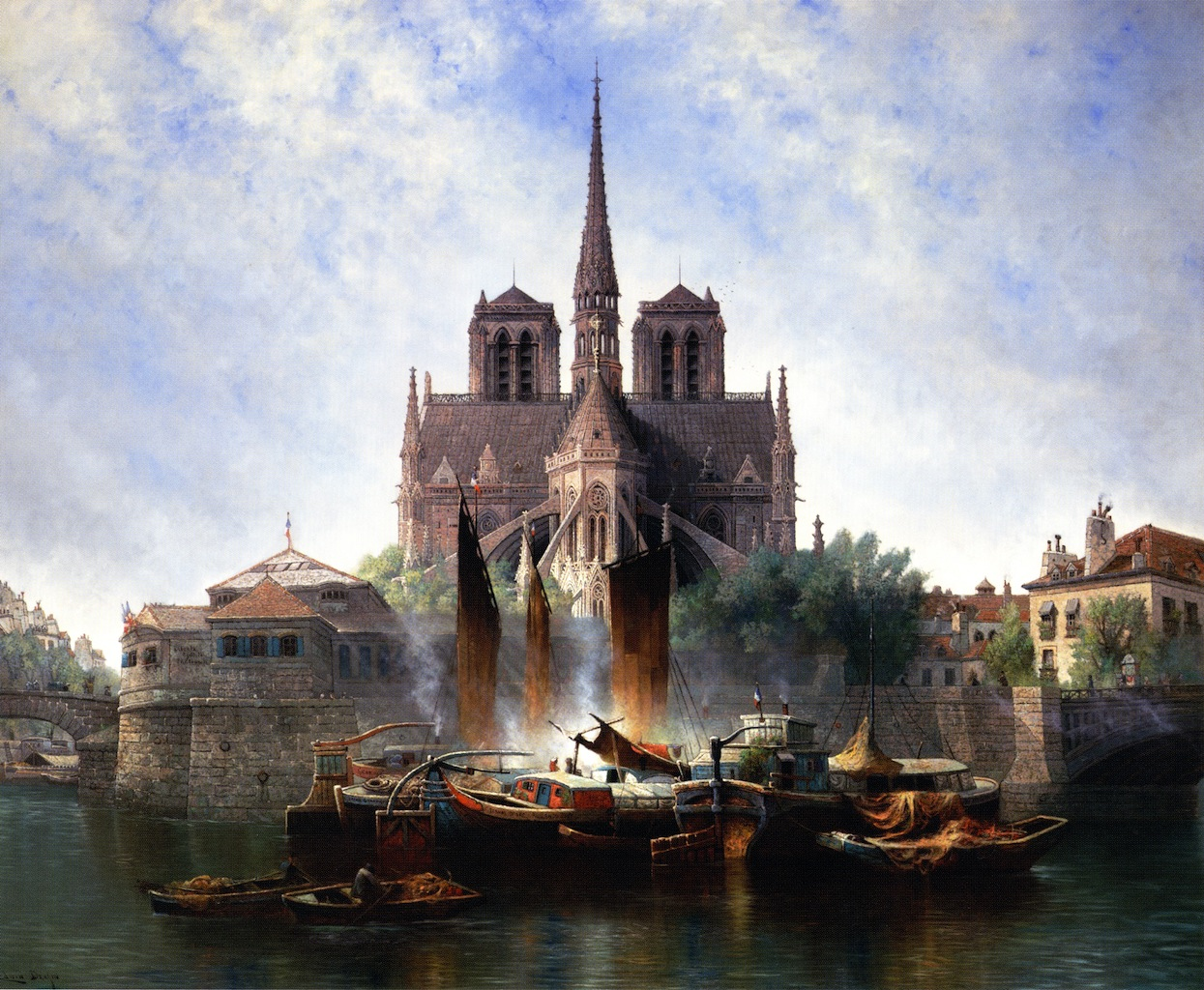
Notre Dame, Paris, 1893, Crocker Art Museum
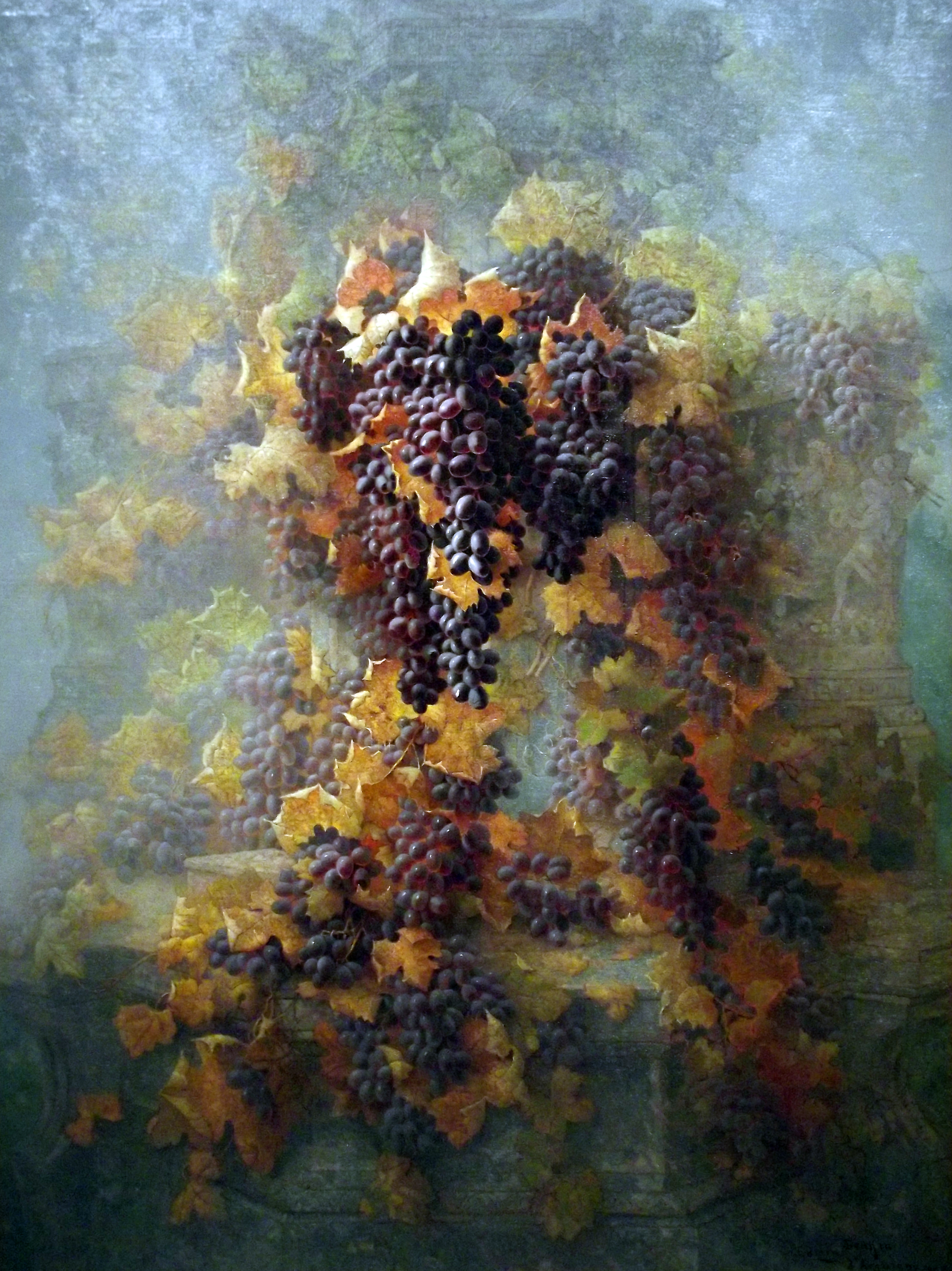
Grapes and Architecture, 1907
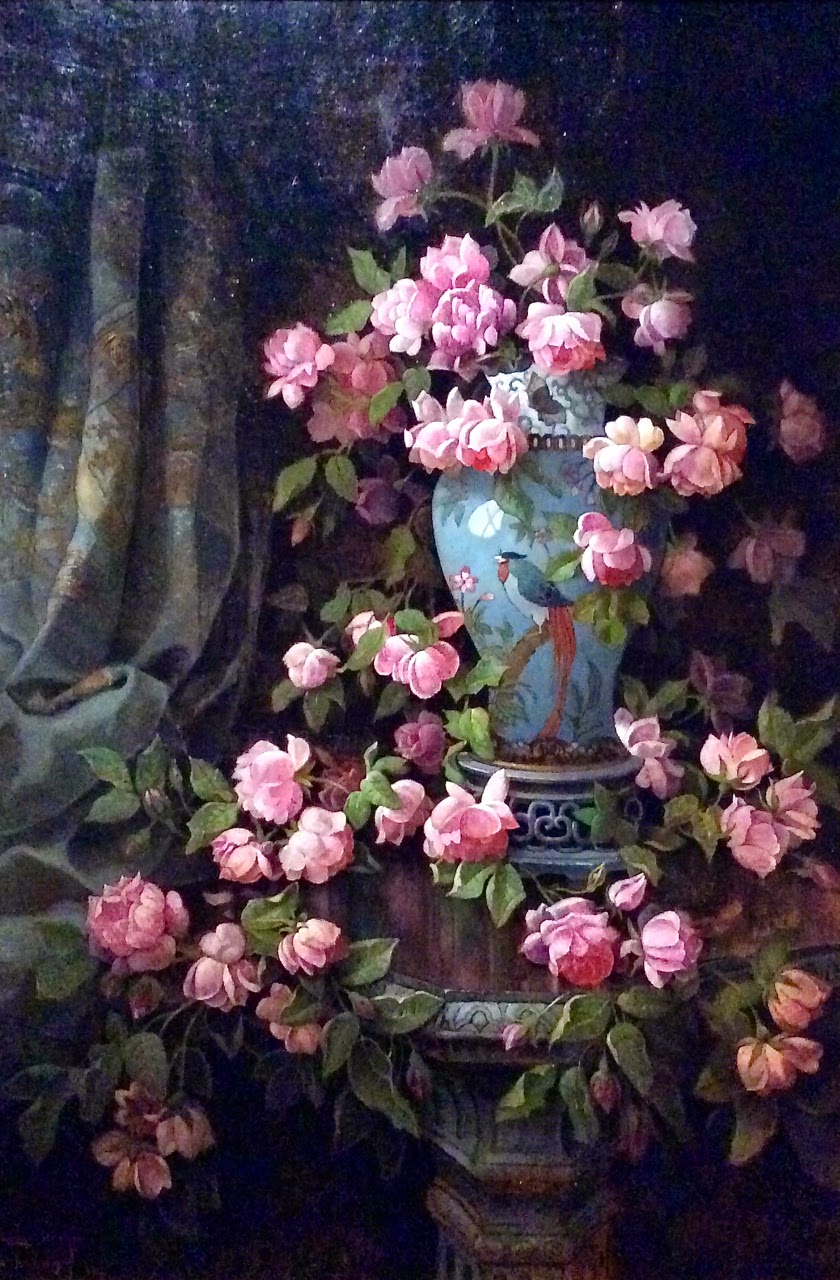
Roses, 1912
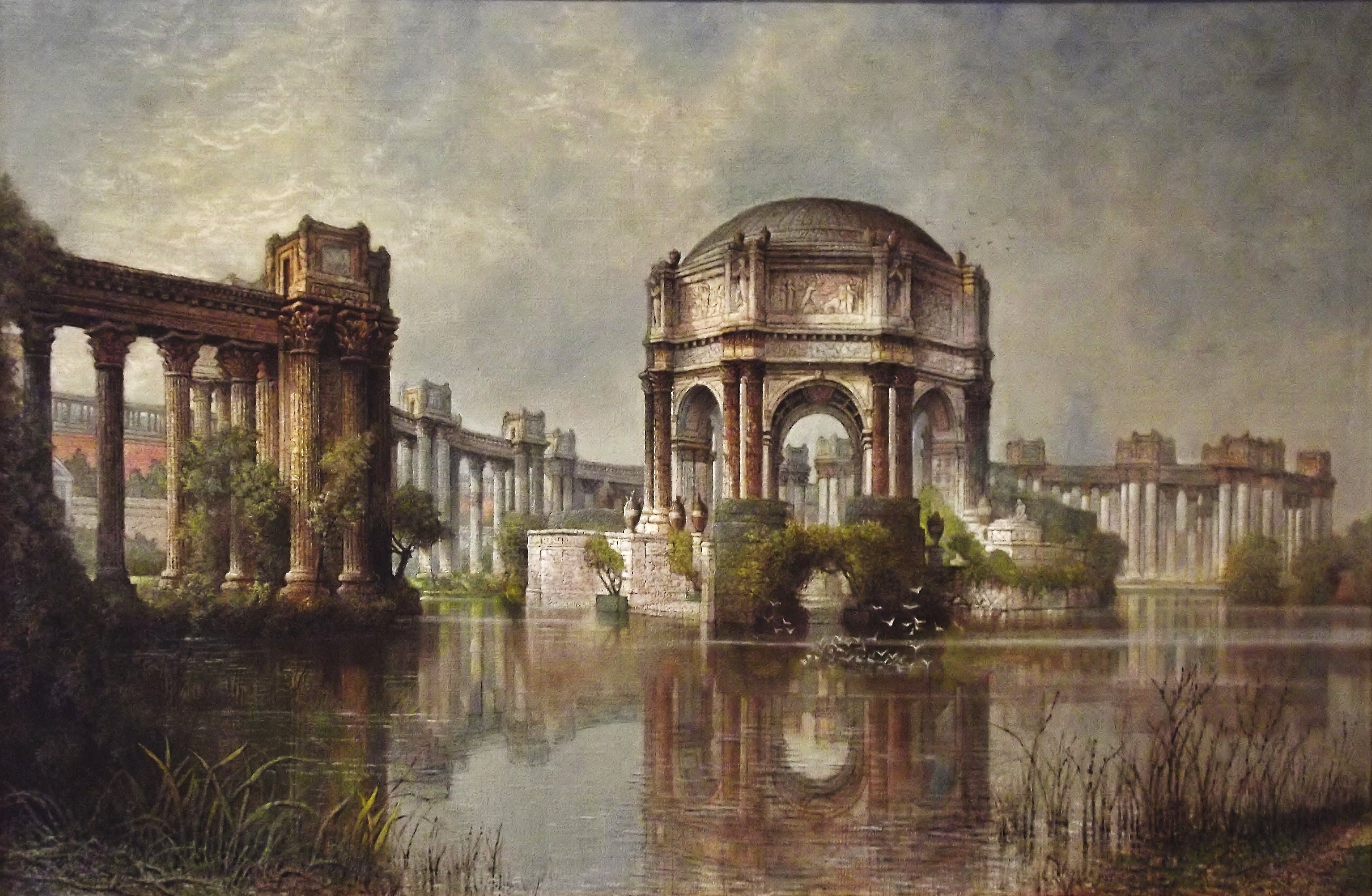
Palace of Fine Arts and the Lagoon, 1915, Crocker Art Museum